# Пі Ві Різ
Гарольд Генрі «Пі Ві» Різ — (англ. Harold Henry "Pee Wee" Reese; 23 липня 1918, Екрон, Кентуккі, США — 14 серпня 1999, Луїзвілл, Кентуккі, США) — американський бейсболіст, який грав на позиції шортстопа в Головній бейсбольній лізі. Різ виступав за команду «Бруклін Доджерс» (1940–1958).
Різ є 10-ти разовим учасником Матчу всіх зірок Головної бейсбольної ліги і 7-ми разовим переможцем Американської ліги у складі «Бруклін Доджерс». В 1984 році ім'я Пі Ві Різа було урочисто внесено до Національної зали слави бейсболу. Також Різ був капітаном і одним з найвідоміших гравців «Доджерс»; за свої лідерські якості отримав прізвисько від вболівальників «Маленький полковник» (англ. «Little Colonel»).
Різ також відомий своєю підтримкою Джекі Робінсона, першого афроамериканського гравця в Головній бейсбольній лізі, особливо в перші і найважчі для Робінсона роки.